# ICE 2
ICE 2は、ドイツ鉄道が運行する高速列車ICEの第二世代車両である。

## 概要
ICEの高速鉄道網を長編成のICE 1では不経済な旅客需要の少ない線区へも広げるため、1997年6月に短編成で分割併合に対応したICE 2が登場した。編成の一端を客室付きの制御客車とするプッシュプル編成を組み、線区の輸送量に応じて併結運転も可能とすることで、輸送力の調整に対応できるようになった。1995年 - 1997年にかけて44編成が製造された。
当初はケルン - ハノーファー - ベルリン間で運用を開始、後に運行範囲を拡大しドイツ国内各地で運用されている。
1998年には台湾高速鉄道の車両売り込みの一環として、アルストムと共同でICE 2の動力車の中間にTGV Duplexの中間客車を組成した「ユーロトレイン」（Eurotrain）を登場させた。しかし、台湾側は日本の700系新幹線ベースの車両の導入を決定したため、ユーロトレインの導入は実現しなかった。

## 編成
先頭動力車1両、中間客車6両、制御客車1両の8両編成を組む。編成長は205mで、2編成の併結運転が可能である。車両形式は動力車が402形、中間客車は一等車が805形、二等車が806形、食堂車が807形、制御客車が二等車の808形で構成される。
車両はICE 1と比較して大きく設計変更されており、中間客車は1両あたり5tの軽量化が行われている。客室は区分室を設けず全車開放式座席とし、定員を増やしている。食堂車「ボードレストラン」はICE 1ではドームを高くするため屋根が張り出していたが、ICE 2では空気力学上の観点から他車と同じ高さに揃えられた。
動力車は分割併合に対応するため、先頭の連結器カバーの形状がICE 1と異なっている。連結器を使用する際には、カバーが左右に分かれて開く。このカバーの為、前照灯と空気取入口の位置がICE 1と比べ若干高くなっている。制御方式は基本的にはICE 1と同様で、インバータ制御方式を採用し、定格出力1,200kWの三相交流誘導電動機を4個搭載する。
最高運転速度は動力車を先頭とする場合は280km/hであるが、制御車を先頭とした推進運転を行う際は推進時の座屈によって事故が発生する懸念があることから250km/hに制限される。これによって運用上の制限が課せられることから、以後のICEは動力分散方式を採用することとなった。

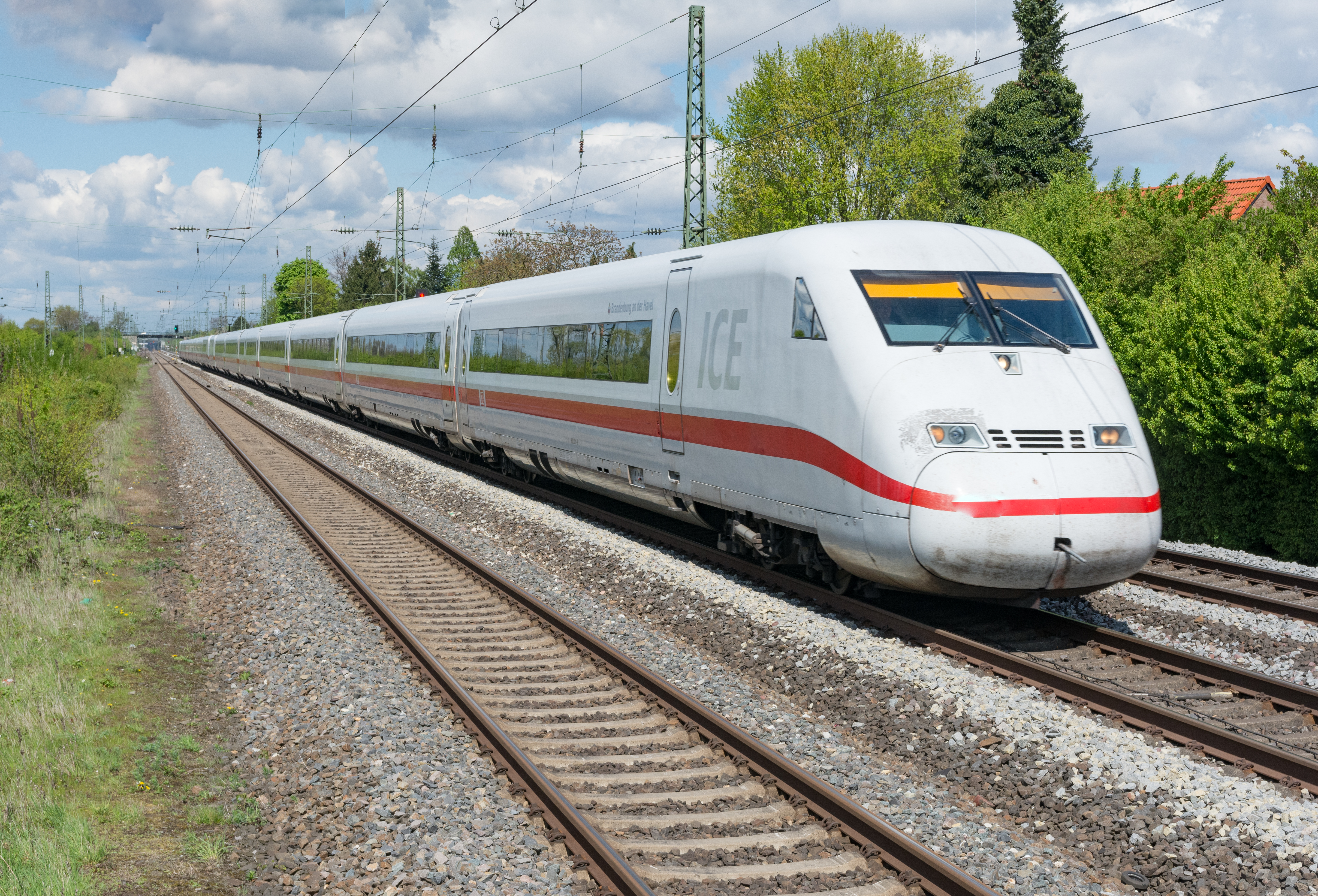
制御客車を先頭にして走行するICE2
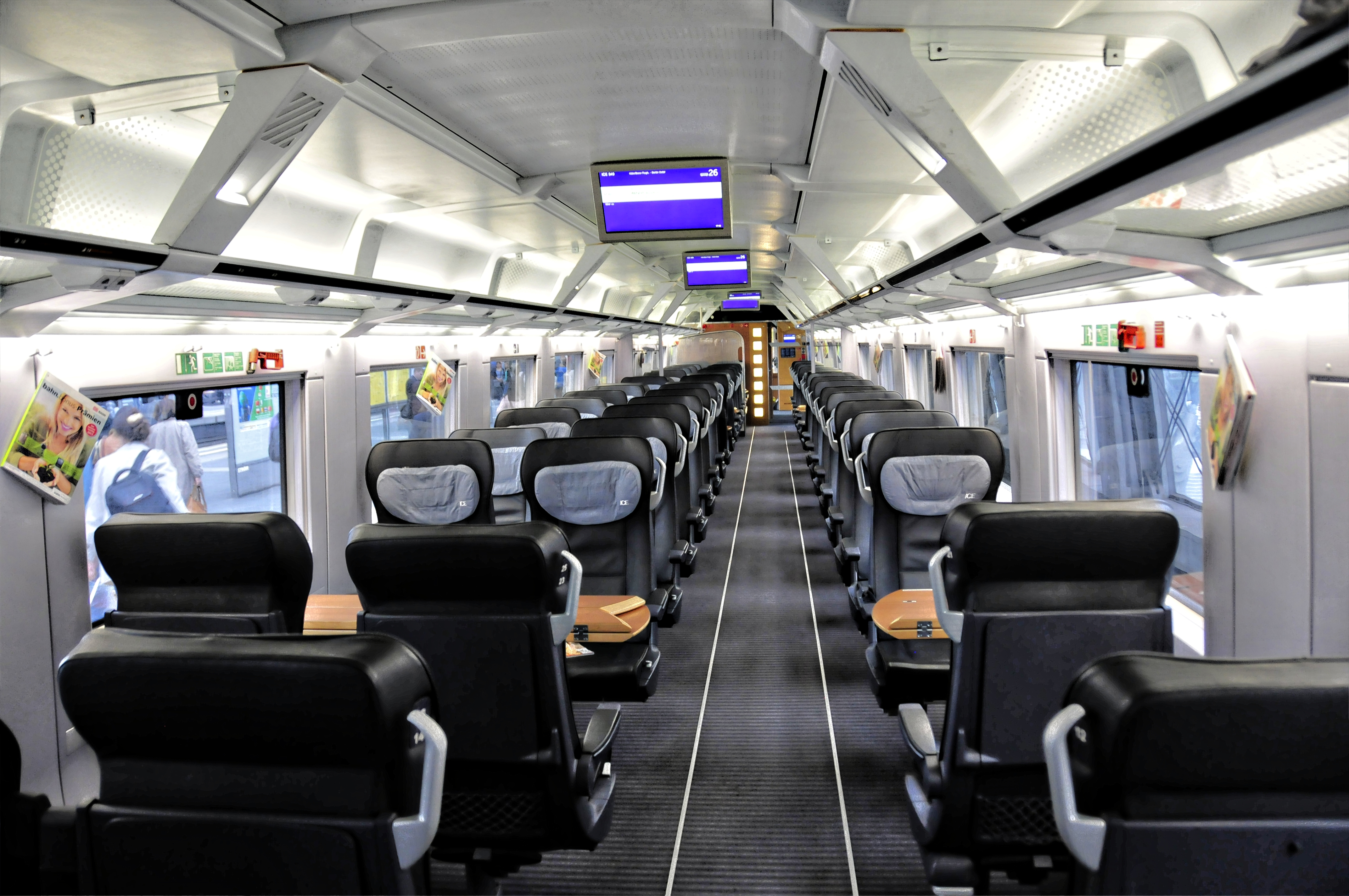
改装後の1等車
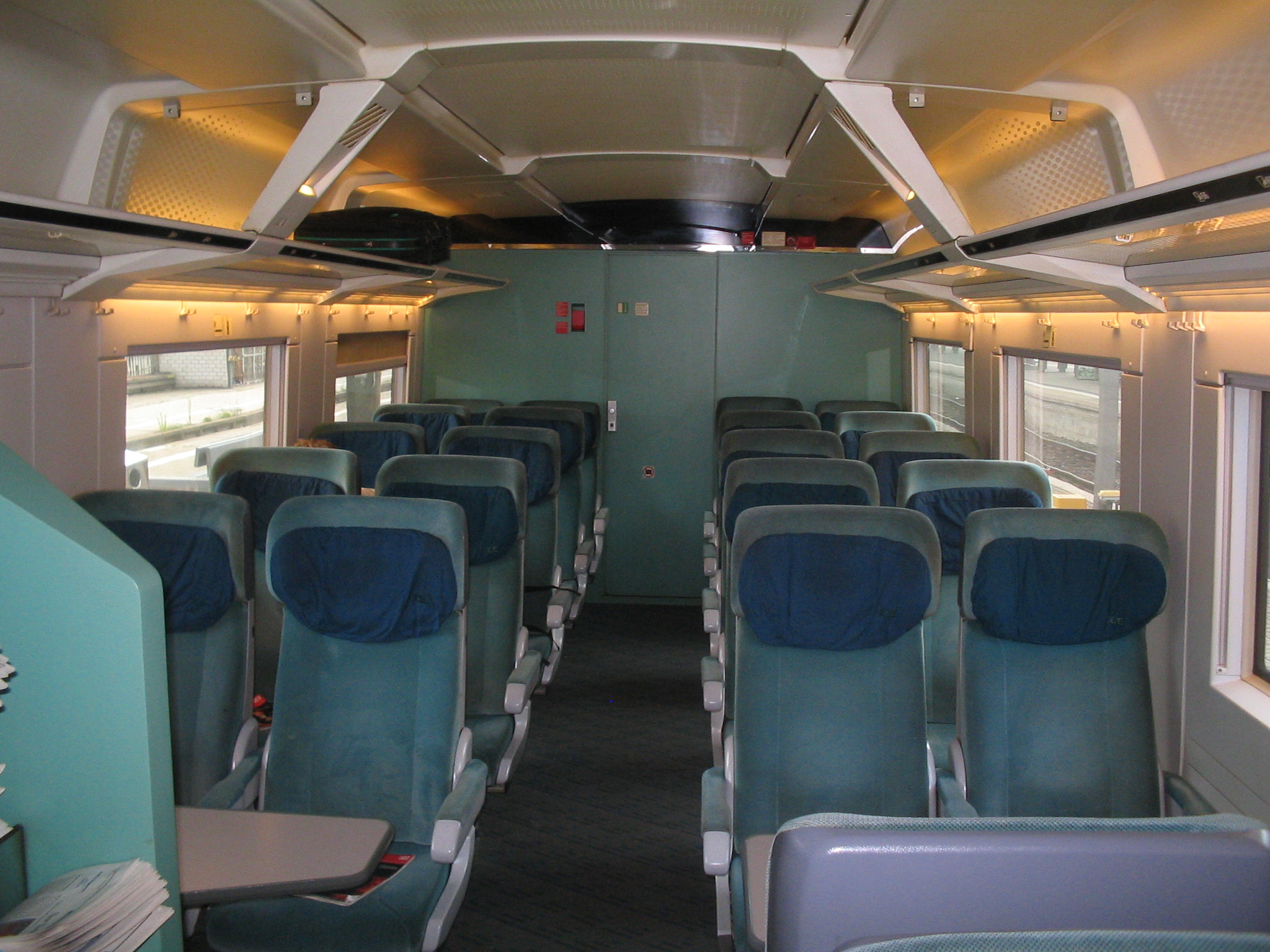
2等車

## ICE S

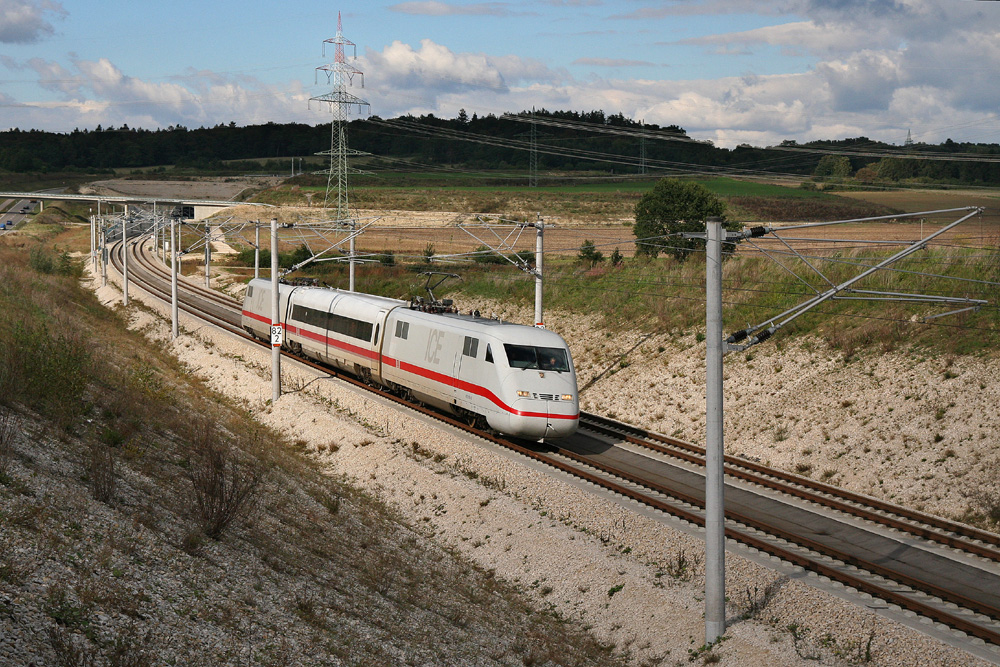
ICE S

ICE Sは、1997年に登場した高速試験用列車である。ICE 3の開発試験用としてデータ収集を行い、後に高速新線の計測用車両に転用された。Sはドイツ語で高速鉄道、高速走行を表す「Schnellfahrtzug」の頭文字である。
編成は5両編成で、先頭動力車2両と中間電動車2両、中間付随車1両で構成される。動力車はICE 2をベースに小変更を加えたものを両端に配置し、編成出力は中間電動車と合わせて13,600kWとなる。ドイツ鉄道とJR東日本が共同開発を行う台車の走行試験でも用いられ、2001年7月13日には最高速度393km/hを記録している。
計測車両への転用後は高速新線各線区を年に3回走行し、センサーとカメラで線路の状況を測定する。また、開業前の高速新線を走行しての線路状態の確認も行っている。編成は動力車の410形2両、中間の測定車810形1両の3両編成を組む。